# 마나스티리트 회의

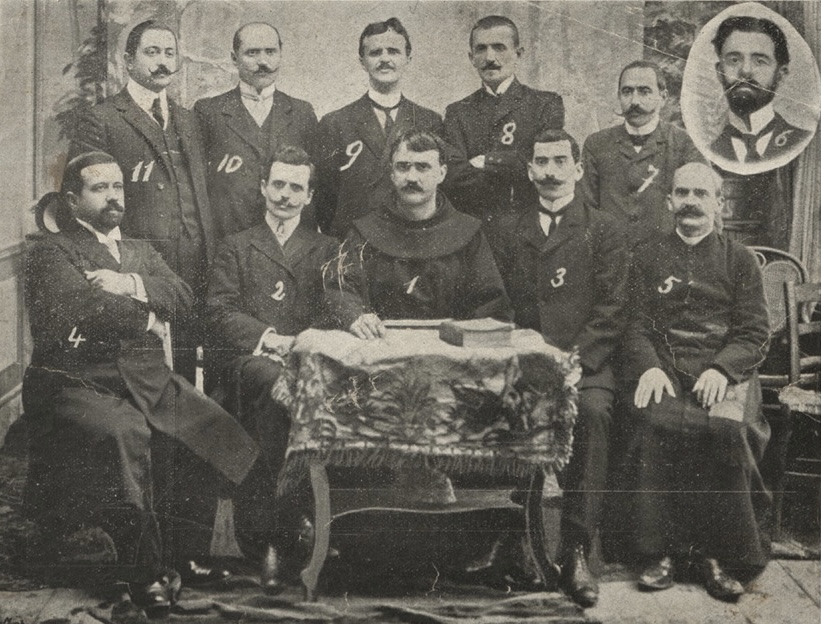
마나스티리트 회의의 중앙위원회 회원들:
1. Father Gjergj Fishta
2. Mid'hat Fashëri
3. Luigj Gurakuqi
4. Gjergj Qiriazi
5. Ndre Mjedja
6. G. Cilka
7. Taqi Buda
8. Shahin Kolonja
9. Sotir Peçi
10. Bajo Topulli
11. Nyzhet Vrioni
사진 촬영 Kel Marubi.

마나스티리트 회의 (알바니아어: Kongresi i Manastirit)는 1908년 11월 14일에서 11월 22일까지 알바니아 철자를 표준화하기 위한 목표 아래 비톨라에서 열린 학술회의이다. 현재 11월 22일은 알바니아, 코소보, 그리고 마케도니아 공화국에서 알바니아 철자의 날 (알바니아어: Dita e Alfabetit)로 기념되고 있다. 회의 이전에, 알바니아어는 6개의 철자와 추가의 하위 변종들로 표현되었다.